# Třída Leone
Třída Leone byla třída meziválečných torpédoborců italského královského námořnictva. Celkem byly postaveny tři jednotky. Ve službě byly v letech 1924–1941. Ve druhé světové válce byly všechny ztraceny. Silně vyzbrojené lodě úzce navazovaly na předchozí třídu Mirabello.

## Stavba
Celkem byly italskou loděnicí Ansaldo v Janově postaveny tři jednotky této třídy, zařazené do služby roku 1924. Stavba dalších dvou plánovaných torpédoborců (Leopardo a Lince) byla roku 1920 zrušena.
Jednotky třídy Leone:
| Jméno   | Založení kýlu | Spuštěna | Vstup do služby  | Osud                                                     |
| ------- | ------------- | -------- | ---------------- | -------------------------------------------------------- |
| Leone   | 1921          | 1923     | 1. července 1924 | Dne 1. dubna 1941 ztroskotal na skaliscích v Rudém moři. |
| Pantera | 1921          | 1923     | 28. října 1924   | Dne 4. dubna 1941 potopen vlastní posádkou v Rudém moři. |
| Tigre   | 1922          | 1924     | 10. října 1924   | Dne 4. dubna 1941 potopen vlastní posádkou v Rudém moři. |

## Konstrukce

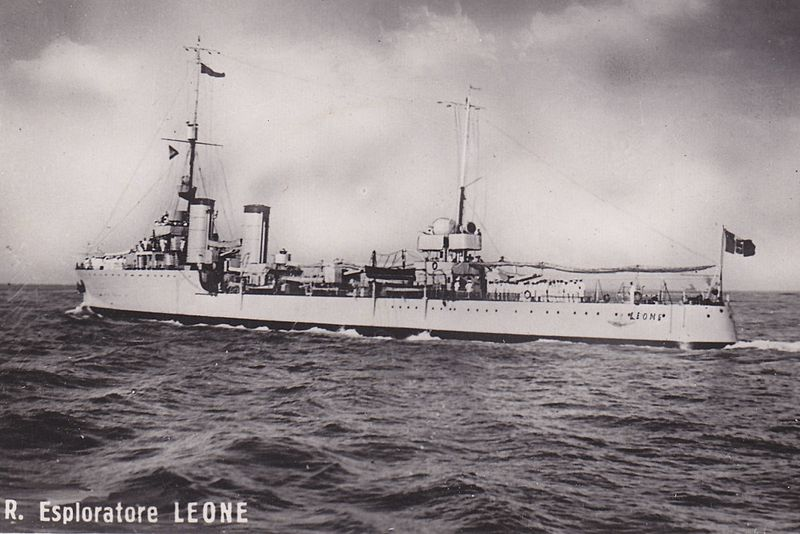
Leone

Výzbroj tvořilo osm 120mm kanónů ve dvoudělových věžích, dva 40mm protiletadlové kanóny a dva dvojhlavňové 533mm torpédomety. Plavidla rovněž mohla naložit až 60 min.
Pohonný systém tvořily čtyři kotle a dvě turbíny o výkonu 42 000 hp, pohánějící dva lodní šrouby. Nejvyšší rychlost dosahovala 34 uzlů. Dosah byl 2070 námořních mil při rychlosti 15 uzlů.